# Omloop Het Volk 1971
L'Omloop Het Volk 1971, ventiseiesima edizione della corsa, fu disputato il 25 marzo 1971 per un percorso di 198 km. Fu vinto dal belga Eddy Merckx, al traguardo in 4h45'00".

## Ordine d'arrivo (Top 10)
| Pos. | Corridore             | Squadra       | Tempo    |
| ---- | --------------------- | ------------- | -------- |
| 1    | Eddy Merckx           | Molteni       | 4h45'00" |
| 2    | Roger Rosiers         | Bic           | a 1'53"  |
| 3    | Noël Vantyghem        | Hertekamp     | s.t.     |
| 4    | Joseph Bruyère        | Molteni       | s.t.     |
| 5    | Daniel Van Rijckeghem | Watney-Avia   | s.t.     |
| 6    | Joseph Abelshausen    | Molteni       | s.t.     |
| 7    | Eric Leman            | Molteni       | a 2'00"  |
| 8    | Joseph Huysmans       | Salvarani     | a 2'27"  |
| 9    | Jürgen Tschan         | Peugeot       | s.t.     |
| 10   | Cees Rentmeester      | Goudsmit-Hoff | s.t.     |